# キミへのラブソング〜10年先も〜
「キミへのラブソング〜10年先も〜」（キミへのラブソング じゅうねんさきも）は、松下優也の10枚目のシングル。2012年1月25日にエピックレコーズから発売された。PVには俳優の浅利陽介と我妻三輪子が出演している。

## 収録曲
通常盤
1. キミへのラブソング〜10年先も〜
  - 作詞：渡部辰雄（わたなべたつお） / 作曲：Jin Nakamura
2. 冬空
  - 作詞：松井五郎 / 作曲：Jin Nakamura
3. キミへのラブソング〜10年先も〜 (Vocalless)

初回生産限定盤A・B・C
1. キミへのラブソング〜10年先も〜
2. Life in the dark
  - 作詞：U / 作曲：Jin Nakamura
3. キミへのラブソング〜10年先も〜 (Vocalless)

初回生産限定盤D
1. キミへのラブソング〜10年先も〜
2. Dream on dreamer
  - 作詞：U / 作曲：Jin Nakamura
3. キミへのラブソング〜10年先も〜 (Vocalless)

初回生産限定盤E
1. キミへのラブソング〜10年先も〜
2. Virtual World
  - 作詞・作曲：U
3. キミへのラブソング〜10年先も〜 (Vocalless)

完全生産限定盤
1. キミへのラブソング〜10年先も〜
2. Life in the dark